# Placiphorella blainvillii
Placiphorella blainvillii is een keverslakkensoort uit de familie van de Mopaliidae. De wetenschappelijke naam van de soort is voor het eerst geldig gepubliceerd in 1832 door Broderip in Broderip & Sowerby.